# Kongress von Monastir

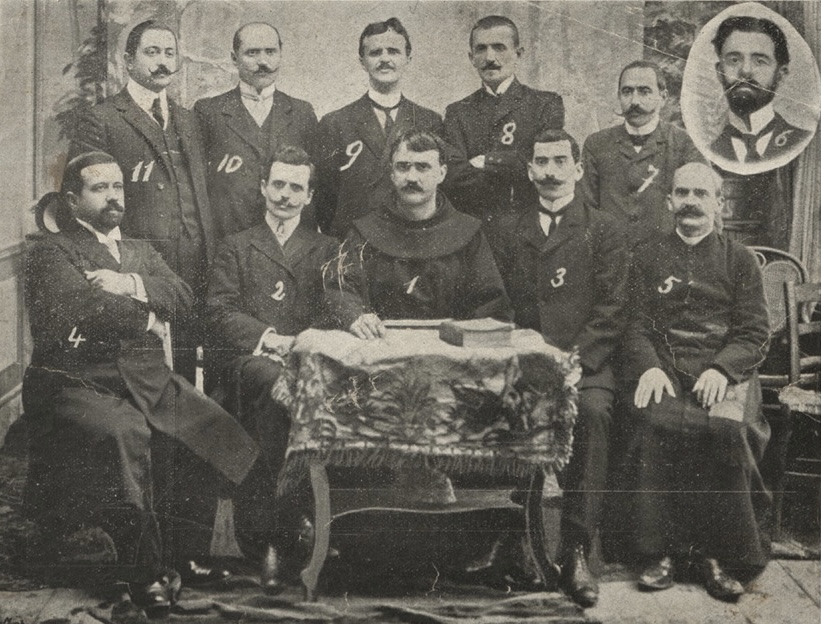
Die Teilnehmer am Kongress von Monastir

Der Kongress von Monastir (albanisch Kongresi i Manastirit) war ein Treffen albanischer Schriftsteller und patriotischer Intellektueller vom 14. bis 22. November 1908. Auf der Versammlung, die in Bitola (albanisch/türkisch Manastir/Manastır) stattfand, einigten sich die Teilnehmer auf ein einheitliches Alphabet für die albanische Schriftsprache. Seitdem gilt eine streng phonetische Schreibweise mit nur zwei Sonderzeichen. Diese Regelungen sind bis heute gültig, und der Kongress von Monastir wird daher als Geburtsstunde einer modernen einheitlichen albanischen Orthographie angesehen.

## Hintergründe
Anfang des 20. Jahrhunderts waren die Albaner das einzige Volk Südosteuropas, das noch vollständig unter osmanischer Herrschaft lebte und keinen eigenen Nationalstaat hatte. Eine relativ kleine Gruppe von patriotisch gesinnten Intellektuellen und Schriftstellern bemühte sich seit einer Generation darum, eine eigenständige albanische Schriftsprache und Literatur zu etablieren. Bis 1900 war schon eine Vielzahl vor allem poetischer Werke entstanden, die ersten Zeitungen auf Albanisch erschienen, es gab erste Schulbücher und Grammatiken.
Die kulturelle albanische Bewegung jener Zeit, die in der albanischen Geschichtsschreibung Rilindja (zu dt. Wiedergeburt) genannt wird, wurde jedoch durch die Fragmentierung und Vereinzelung ihrer nicht sehr zahlreichen Träger gehemmt. Die Albaner waren in Muslime, Katholiken und Orthodoxe konfessionell gespalten. Ihr Siedlungsgebiet war auf mehrere osmanische Verwaltungsbezirke (Vilâyets) verteilt. Albanien hatte kein überregional bedeutsames Kulturzentrum. Im Norden war Shkodra vor allem für die Katholiken wichtig, daneben Prizren im Kosovo. Im Zentrum des Landes war Elbasan ein Zentrum der Muslime, im Süden waren es Korça für die Orthodoxen und das heute zu Nordmazedonien gehörige Bitola. Viele der albanischen Literaten lebten nicht im angestammten albanischen Siedlungsgebiet, sondern in der osmanischen Hauptstadt Istanbul oder in der Emigration. Die bedeutendste Diasporagemeinde existierte in Bukarest. Albanisch war nirgendwo als Schul- und Verwaltungssprache zugelassen und die osmanischen Behörden haben zeitweise auch den Druck albanischer Bücher verboten.
Man sprach und schrieb in den beiden Hauptdialekten Toskisch und Gegisch und benutzte sogar verschiedene Alphabete. Zwar ging die Tendenz seit einiger Zeit zur Lateinschrift – vorher hatten die Muslime auch in arabischer Schrift und die Orthodoxen mit griechischen Lettern geschrieben –, aber Anfang des 20. Jahrhunderts gab es noch zwei relevante Versionen, das „Bashkimi-Alphabet“ von Shkodra und das „Stamboller Alphabet“, das vor allem in Istanbul und Südalbanien verwendet wurde. Um 1900 nahmen die Bemühungen unter den albanischen Patrioten zu, auf eine kulturelle Vereinigung hinzuarbeiten, die letztlich auch der politischen Einheit den Weg ebnen sollte.

## Der Kongress
Die jungtürkische Bewegung brachte in ihrer ersten Phase (1907/1908) auch den nationalen Minderheiten im Osmanischen Reich mehr Freiheiten. In dieser Situation vereinbarten Vertreter aus allen wichtigen albanischen Städten und aus der Diaspora ein Treffen in Bitola, um die Frage der einheitlichen Schreibweise zu klären. Dies war nicht zuletzt eine wichtige Voraussetzung für die Einführung albanischsprachigen Unterrichts, die man sich zu diesem Zeitpunkt von der Regierung erhoffte. Schon im Vorfeld des Kongresses hat es zahlreiche Absprachen zwischen den einzelnen Gruppierungen gegeben.
Die 50 Delegierten – Vertreter von Kulturvereinen und den Kirchen, Zeitungsredakteure, Schriftsteller, Lehrer von Privatschulen u. a. m. – kamen aus dem gesamten albanischen Siedlungsgebiet, aus Istanbul und Bukarest, aus Ägypten, Italien und sogar den Vereinigten Staaten. Weil jeder nationale Klub oder Verein aber höchstens zwei Stimmen haben sollte, besaßen nur 32 Delegierte von 23 Vereinen das Stimmrecht. Gastgeber war eine Vereinigung wohlhabender muslimischer Kaufleute in Bitola. Zum Leiter des Kongresses wurde der in Istanbul ansässige Journalist Mithat Frashëri gewählt. Unverzüglich fassten die Delegierten den Beschluss, dass ab sofort nur noch die Lateinschrift verwendet werden sollte. In einem zweiten Schritt einigte man sich auf die streng phonetische Schreibweise. Dabei gab man dem leicht überarbeiteten Bashkimi-Alphabet (benannt nach dem Kulturverein von Shkodra) den Vorzug. Seitdem wird Albanisch mit den 26 Buchstaben der lateinischen Schrift und zwei Sonderzeichen geschrieben. Zur Darstellung mancher Laute finden eine Reihe von Digraphen Verwendung.
Zu den 32 Kongressteilnehmern mit Stimmrecht gehörten der Publizist Thoma Avrami aus Korça, ein gewisser Aziz aus Starova, Rrok Berisha aus Gjakova (aber für Skopje), Dhimitër Buda (der Vater von Aleks Buda) für Elbasan, der Lehrer Grigor Cilka für Korça, ein gewisser Emin Bey für Skopje, Gjergj Fishta, der Publizist Midhat Frashëri für Thessaloniki und Ioannina, Shefqet Frashëri für Korça, Zenel Glina für Leskovik, der Schriftsteller Mihal Grameno für Korça, der Schriftsteller Luigj Gurakuqi für Shkodra, ein gewisser Hafëz Ibrahimi für Skopje, der Geistliche Nikoll Kaçorri für Durrës, der Publizist Shahin Kolonja für Kolonja, Akil Efthim Korça für Constanța, der Lehrer und Publizist Mati Logoreci aus Shkodra, der Geistliche und Schriftsteller Ndre Mjeda aus Shkodra, der Hotelier Dimitri Mole für Plowdiw, der Schriftsteller Hilë Mosi, Leonidha Naçi für Vlora, der Publizist Sotir Peci für die Nordamerikaner und für Bukarest, der Publizist Sami Pojani für Korça, der Lehrer Gjergj Qiriazi für Monastir, ein gewisser Rauf Bey für Gjirokastra, ein gewisser Selaheddin Bey aus Prizren, der Schriftsteller und Kaffeehausbesitzer Adham Shkaba für Sofia, der Lehrer und Wissenschaftler Simon Shuteriqi für Elbasan, Refik Toptani für Tirana, der Lehrer Bajo Topulli für Gjirokastra, Nyzhet Vrioni für Berat und Fehim Zavalani für Monastir.

## Museum des Alphabets der albanischen Sprache

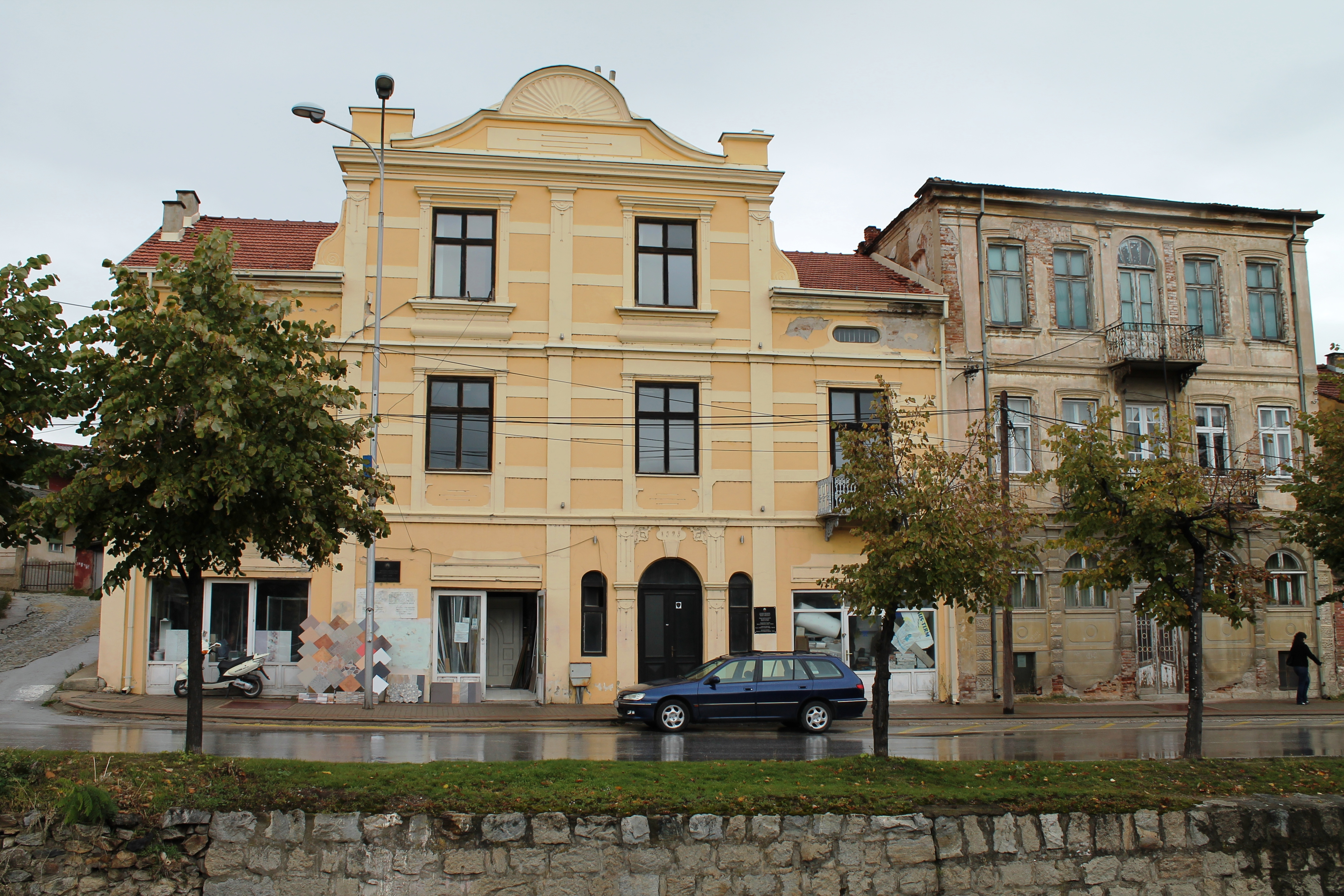
Ehemaliges Gebäude des Hotel Iliria in Bitola, in dem der Kongress stattfand und heute das Museum untergebracht ist

Im Gebäude, in dem der Kongress stattgefunden hat, wurde im Dezember 2010 das Museum des Albanischen Alphabets (mazedonisch Музеј на албанската азбука) eingerichtet. Im Januar 2011 wurde dem Museum Unterstützung durch das Kulturministerium zugesagt. Darüber entbrannten Diskussionen, da die Eintragung ins nationale Register sowie die Gestaltung des neuen Logos nur in mazedonischer Sprache erfolgen sollte: Die Museen Mazedoniens gehörten allen verschiedenen Ethnien und müssten deshalb in der nationalen Sprache bezeichnet werden. Außerdem gaben die zuständigen Behörden an, dass Albaner weniger als 20 Prozent der Bevölkerung Bitolas ausmachten. Diese Ironie hat ihre Ursache in der noch immer ausbleibenden Gleichstellung der albanischen Sprache in Mazedonien.
Im November 2012 wurde die Dauerausstellung des Museums im frisch renovierten Gebäude eröffnet.